# 魯時昇
鲁时升（？—1621年），號泰生，浙江绍兴府馀姚县竈籍。

## 生平
万历四十六年（1618年）戊午科乡试举人，四十七年（1619年）联捷己未科進士，四十八年二月考选翰林院庶吉士，天啓元年殁京师，同乡施邦曜为其手治含敛，以女妻其子。

## 家族
曾祖魯孟岳。祖父魯化。父魯一宇，庠生。